# 阿部正邦
阿部 正邦（あべ まさくに）は、江戸時代前期から中期にかけての大名。武蔵国岩槻藩5代藩主、丹後国宮津藩主、下野国宇都宮藩主、備後国福山藩藩主。官位は従四位下備中守。阿部家宗家5代。

## 生涯
岩槻藩3代藩主・阿部定高の次男として誕生した。幼名は作十郎。
父・定高は万治2年（1659年）に25歳で死去するが、嫡子である正邦はわずか2歳と幼少であったため、定高の弟（三浦）正春が家督を継いだ。しかし家中に反発もあり、寛文11年12月19日（1672年）、正春は14歳の正邦に家督を譲り、支藩の上総国大多喜藩を自ら分知して立てた。
正邦は幕府に疎んじられたらしく、10年後の天和元年（1681年）に丹後宮津藩（旧領と同じ9万9000石）へ転封され（この時点では正春は大多喜にとどまった）、それから16年後の元禄10年（1697年）には下野宇都宮藩に1000石増加の10万石で移され、さらに13年後の宝永7年（1710年）、備後福山藩（石高同じ）に転封された。福山藩への入封時には正邦は既に53歳になっていて、「至極ニ能所」であるが「只今ハ困窮いたし」と、宇都宮から遠く離れた福山への転封に困惑する心境を述べている。以後は正邦一代にとどまらず、幕末まで阿部家に転封はなく、福山藩に定着した。
正邦は福山転封の翌年、正徳元年（1711年）3月28日に福山へ入部し、「指出帳」（宝永差出帳）を全村から提出させて、領内の実情を把握した。この差出帳には、各村の石高、寺社、商品作物、鉄砲など村の概要と年貢納入の方法や、五人組などの諸制度が載せられている。同年9月には各郡奉行から村々へ、治安に関する条項を中心とした「条々」35ヵ条を公布して、領主交替時に起こる動揺を抑えようとし、正徳2年（1712年）には年貢の納め方についての請書を出させた。また、正徳3年（1713年）には村入用に関する規定を定め、節約と村政の公正を命令している。商業統制では宝永7年（1710年）に升改めを実施している。こうして、正徳3年（1713年）頃までに正邦は福山藩領内を掌握し、西国街道筋の譜代大名としての存在意義を定着化させていった。
このように正邦は、阿部家の福山藩主では藩政に比較的積極的に取り組んでいたが、転封から5年後の正徳5年（1715年）、江戸において死去した。家督は四男の正福が継いだ。諡は長生院殿尋誉耀海踞岸。墓地は西福寺（台東区浅草）、のち谷中墓地（台東区谷中）に改葬。

## 官位
- 1671年（寛文11年）従五位下・対馬守。
- 1700年（元禄13年）従四位下。
- 1711年（正徳元年）備中守。

## 系譜
- 父：阿部定高（1635年 - 1659年）
- 母：不詳
- 正室：山内豊昌の娘
- 継室：春日氏
- 室：中村氏
  - 四男：阿部正福（1700年 - 1769年）
- 生母不明の子女
  - 三男：阿部正羽
  - 五男：阿部正容
  - 女子：榊原政倫婚約者 - 早世
  - 女子：土井利実正室
  - 女子：丹羽秀延正室
  - 女子：昭覚院 - 井伊直矩正室
  - 女子：六郷政長正室